# 의병장 고광순순절비
의병장 고광순순절비는 대한민국 전라남도 구례군 토지면 내동리에 있다. 2007년 12월 12일 구례군의 향토문화유산 제14호로 지정되었다.

## 개요
고광순(高光洵, 1848~1907)은 1848. 2. 7. 담양군 창평면 유천리에서 태어났다.  구한말 일제의 국권침탈에 항거하기 위해 10여년 동안 동지를 규합하여 1906년부터 창평, 남원, 화순 등지에서 일본군을 습격하여 많은 전과를 올려 호남의병의 선구자가 된 수 1907년에는 연곡사에 의병의 본영을 설치하고 화개의 왜병을 습격하였으나, 1907. 9. 11. 왜군의 기습을 받아 항전하다가 연곡사에서 장렬하게 전사하였다. 1962년 대한민국 건국훈장을 추서하였으며, 군(郡)에서 연곡사에 순절비를 세웠다.